# Povina
Povina (bis 1927 „Povína“; ungarisch Gerebes – bis 1907 Povina) ist eine Gemeinde im Nordwesten der Slowakei mit 1149 Einwohnern (Stand 31. Dezember 2024) und liegt im Okres Kysucké Nové Mesto, einem Kreis des Žilinský kraj, und zugleich in der traditionellen Landschaft Kysuce.

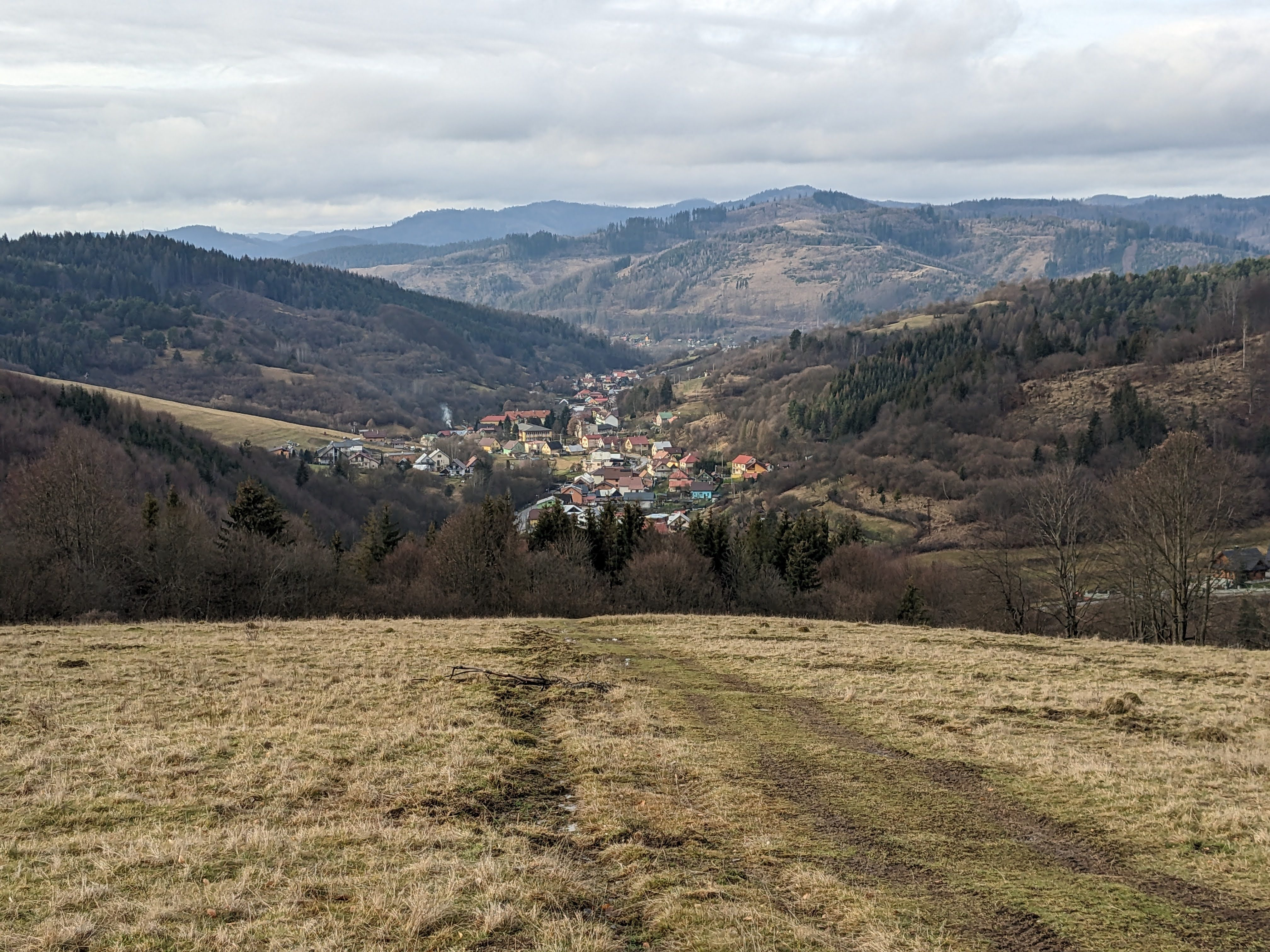
Blick auf den Ort

## Geographie
Die Gemeinde befindet sich im Bergland Kysucká vrchovina im in der West-Ost-Richtung ausgedehnten Tal des Baches Povinský potok, der in die Kysuca mündet. Das Gemeindegebiet ist bis auf die unmittelbare Umgebung des Ortes zumeist mit Nadelbäumen bewaldet und von braunen Waldböden bedeckt. Das Ortszentrum liegt auf einer Höhe von 375 m n.m. und ist dreieinhalb Kilometer von Kysucké Nové Mesto sowie 14 Kilometer von Žilina entfernt.
Östlich des Hauptortes liegt die denkmalgeschützte Siedlung Tatarovci.
Nachbargemeinden sind Kysucký Lieskovec und Lodno im Norden, kurz Radôstka im Nordosten, Lutiše im Osten, Horný Vadičov im Südosten und Kysucké Nové Mesto im Süden und Westen.

## Geschichte
Der Ort wurde zum ersten Mal 1438 als Povina schriftlich erwähnt und gehörte damals zum Herrschaftsgut von Budatín. 1598 standen hier eine Mühle und zehn Häuser, 1787 hatte die Ortschaft 88 Häuser und 559 Einwohner. 1828 zählte man 104 Häuser und 920 Einwohner, die in der Forstwirtschaft, Viehhaltung, als Drahtbinder, Haushandwerker, Hausierer Hirten und Korbmacher beschäftigt waren.
Bis 1918 gehörte der im Komitat Trentschin liegende Ort zum Königreich Ungarn und kam danach zur Tschechoslowakei beziehungsweise heute Slowakei. Noch im Jahre 1930 gab es im Ort insgesamt 30 Korbmacher. Nach dem Ende des Zweiten Weltkriegs kam es zum Ausbau des Ortes, die Einwohner arbeiteten in Industriewerken rund um Kysuce sowie in Ostrava.

## Bevölkerung
| Jahr                | 1994 | 2004    | 2014    | 2024    |
| ------------------- | ---- | ------- | ------- | ------- |
| Anzahl der Personen | 1113 | 1123    | 1147    | 1149    |
| Unterschied         |      | +0,89 % | +2,13 % | +0,17 % |

| Jahr                | 2023 | 2024    |
| ------------------- | ---- | ------- |
| Anzahl der Personen | 1146 | 1149    |
| Unterschied         |      | +0,26 % |

Nach der Volkszählung 2011 wohnten in Povina 1145 Einwohner, davon 1118 Slowaken, sieben Roma, zwei Russen und jeweils ein Mährer, Tscheche und Ukrainer; ein Einwohner gab eine andere Ethnie an. 14 Einwohner machten diesbezüglich keine Angabe. 982 Einwohner bekannten sich zur römisch-katholischen Kirche, fünf Einwohner zur orthodoxen Kirche, vier Einwohner zur evangelischen Kirche A. B. und jeweils ein Einwohner zur Brüderkirche, zur evangelisch-methodistischen Kirche, zur griechisch-katholischen Kirche sowie zur kongregationalistischen Kirche; ein Einwohner bekannte sich zu einer anderen Konfession. 42 Einwohner waren konfessionslos und bei 107 Einwohnern wurde die Konfession nicht ermittelt.

## Bauwerke
- Kapelle im Barockstil aus dem 18. Jahrhundert
- römisch-katholische Maria-Königin-Kirche